# This Will Destroy You
This Will Destroy You est un groupe de post-rock américain originaire du Texas. Il est composé des guitaristes Jeremy Galindo et Chris King, du bassiste et claviériste Donovan Jones et du batteur Alex Bhore. Le groupe est connu pour principalement composer des longues pièces instrumentales et atmosphériques. Les membres de This Will Destroy You se sont rencontrés grâce à des amis communs et ont joué ensemble dans différents groupes quand ils étaient au lycée. Leur dernier album, New Others Part Two, est sorti le 16 octobre 2018, seulement 18 jours après leur précédent, New Others Part One.

## Biographie

### Formation (2002–2005)
This Will Destroy You est formé par les guitaristes Jeremy Galindo et Chris King, le bassiste Raymond Brown et le batteur Andrew Miller à San Marcos, au Texas, en 2002 (ou 2005, selon les sources). Ils se rencontrent grâce à des amis communs et jouent ensemble dans divers groupes lycéens avant que la formation se finalise en 2002. Les premiers jets du groupe présentent Galindo au chant, et ressemble musicalement parlant à Radiohead, mais après avoir composé leurs morceaux, les membres de This Will Destroy You ne sont pas satisfaits du résultat,. Après avoir composé The World Is Our___, ils décident de ne composer que des morceaux instrumentaux. Le nom du groupe s'inspire d'un de leur titre qui devait s'appeler This Will Destroy You, qui sera jeté car trop prétentieux. Le groupe le trouvait « hilarant ».

### Young Mountain(2004–2006)
This Will Destroy You auto-produit un EP, Young Mountain, en 2005. Il devait être à l'origine une démo et a été vendu en CD-R après leurs concerts. Il est positivement noté par la critique. Le groupe signe un contrat au label Magic Bullet Records, et Brent Eyestone, propriétaire du label leur demandera de contribuer à la compilation It Came From The Hills Vol. 1. Le groupe envoie à Eyestone une copie de leur démo pour le remercier, après lequel ils les invite au Sparrows Swarm and Sing. This Will Destroy You commence ensuite à collaborer avec Magic Bullet par accord verbal, mais aucun contrat ne sera signé physiquement.
En juin 2006, Magic Bullet réédite Young Mountain,. Le groupe attire l'intérêt de la presse spécialisée comme Pitchfork et Rolling Stone. Sputnikmusic ira même jusqu'à dire : « Le style de TWDY est presque parfait. La production clean, tout est bon. Le ton est bon, ça ne peut aller mieux. Les morceaux silencieux sont envoutants. Les morceaux lourds sont aussi envoutants que brutaux. » L'EP est particulièrement félicité par Rock Sound, le rédacteur Darren Taylor allant même le nommer meilleur album de 2006.

### This Will Destroy You(2006–2008)
L'écriture de This Will Destroy You commence, mais est à l'origine un CD lent et fragmenté. Les membres vivaient tous à différents endroits du Texas, à cause des études et du travail, ils ne pouvaient se voir régulièrement. Chris King explique au Rock Sound, que « [l'écriture], c'était un enfer ; quand on pouvait se voir, il y avait certaines idées qui en découlaient, mais à certains moment on ne faisait rien d'autre que se regarder dans le blanc des yeux. » En février 2007, le groupe enregistre avec le producteur John Congleton dans un studio au Texas  dirigé par le chanteur de country Willie Nelson, une procédure qui durera plusieurs mois.
Le groupe tourne localement entre juillet et août, avec 65daysofstatic, Fear Before the March of Flames et Hot Cross. Cependant, l'un de leurs guitaristes live, Jeremy Galindo, tombe malade ; il sera transporté à l'hôpital où il sera diagnostiqué de la maladie de Crohn. Le groupe doit alors annuler le reste de sa tournée d'été. En plus de problèmes financiers, le groupe doit prendre trois mois de pause, une période durant laquelle le futur du groupe reste encore incertain.
This Will Destroy You est publié par Magic Bullet en janvier 2008. Il est généralement bien accueilli : Rock Sound le compare à « une bande-son d'un film d'apocalypse » et le nomme cinquième meilleur album de l'année ; Drowned in Sound le considère comme « un vrai classique du genre. » Peu après la sortie de l'album, le groupe se sépare du bassiste Raymond Brown, qui partira pour faire des études en médecine. Le groupe auditionne alors quelques bassistes, avant de recruter Donovan Jones. En mars 2008, le groupe tourne en Europe pour la première fois jouant au Bevrijdingspop, Out of the Crowd, et au Rhâââ Lovely Festival.La tournée dure six semaines et comprend des dates avec Boris et Devil Sold His Soul. La chanson The Mighty Rio Grande, de leur album éponyme, est incluse dans la bande-annonce du film Moneyball (2011) avec Brad Pitt, dans le film Earth to Echo, et Room (2015).

### Field Studies(2008–2009)

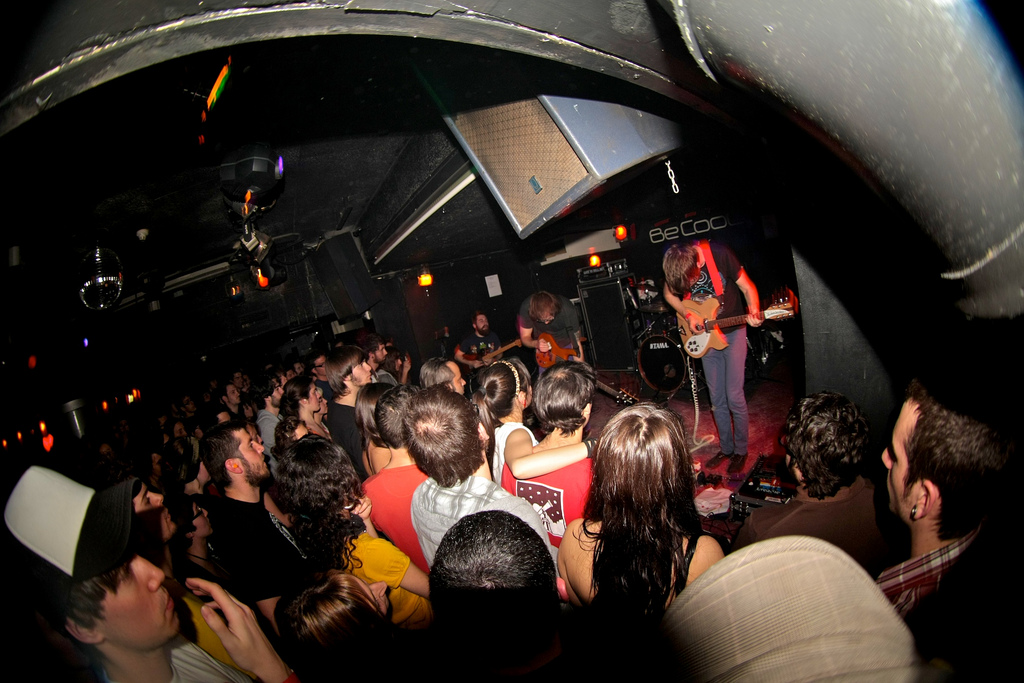
This Will Destroy You à Barcelone, en Espagne, en avril 2009.

Ce qu'adviendra l'EP Field Studies prend forme à la fin 2007. This Will Destroy You et Lymbyc Systym tournent ensemble aux États-Unis et décident de s'associer pour un split ; les membres des deux groupes sont amis et prévoient plusieurs autres projets dans le futur. Ils jouent ensemble au studio de John Congleton en juillet 2008 ; This Will Destroy You jouant deux longs morceaux, et Lymbyc Systyms trois courts. En septembre, Lymbyc Systym publie Love Your Abuser Remixed, un album remix de leur prédécesseur, Love Your Abuser. Il comprend un remix de la chanson-titre réalisé par This Will Destroy You.
Field Studies est publié en janvier 2009 chez Magic Bullet et est généralement bien accueilli, mais critiqué pour « n'avoir rien de surprenant ». Joe Marshall de Rock Sound partage ce point de vue expliquant : « Bien sûr, aucun de ces morceaux n'a rien d'original et c'est facile d'anticiper la trajectoire que ça prend, mais ça reste de la belle musique. » Le groupe enchaine une série de tournées, jouant notamment au ATP festival en avril, avec des groupes comme Devo et The Jesus Lizard. En juillet, ils jouent au festival Rock Herk. En octobre la même année, le groupe joue au Damnation Festival, partageant la scène avec Jesu. En novembre, le groupe se sépare d'Andrew Miller, à cause de divergences musicales entre les deux partis. Ils le remplacent avec Alex Bhore, leur manager de tournée et ancien batteur de The New Frontiers,.

### Moving on the Edges of ThingsetTunnel Blanket(2009–2014)

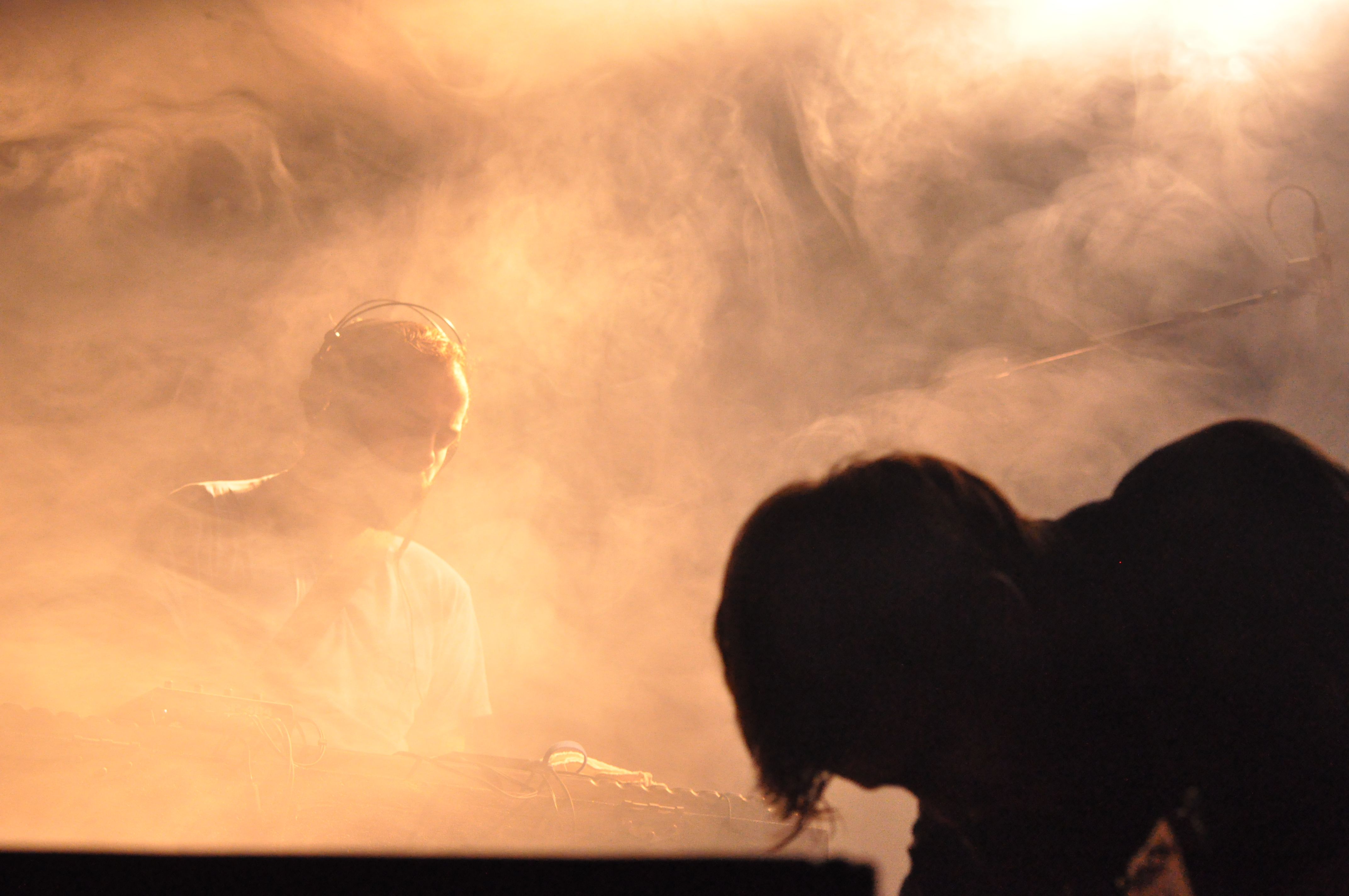
Donovan Jones et Chris King à St. Gallen, en Suisse, en octobre 2010.

Le groupe commence à enregistrer son deuxième album, Tunnel Blanket, à la fin 2009. Le 1er avril 2010, le groupe annonce sa séparation sur Tumblr. Leur label expliquera que la séparation a été causé par des désaccords entre membres. Alors qu'il ne s'agissait que d'un poisson d'avril à l'initiative du batteur Alex Bhore et de Brent Eyestone, dirgeant de leur label, Magic Bullet Records, Daniel Hopkins du Dallas Observer le considère comme « le meilleur poisson d'avril jamais fait dans l'industrie musicale. »
En mai 2010, le groupe sort une piste exclusive intitulée Their Celebrations sur la compilation PEACE, pour Amnesty International,. Le groupe publie ensuite l'EP Moving on the Edges of Things en août 2010, avant de tourner aux États-Unis avec les Deftones. S'ensuit une tournée européenne entre septembre et octobre, avec un passage au festival Incubate. Un single, Communal Blood, est publié en décembre la même année. Il est le premier single du groupe à comprendre deux chansons de Tunnel Blanket. Il est enregistré et mixé par John Congleton, et prévu en Europe le 9 mai 2011 chez Monotreme Records, et le 10 mai chez Suicide Squeeze Records pour l'international, à l'exception de l'Australie et de la Nouvelle-Zélande dont la distribution se fait par Hobbledehoy Record Co. Le groupe est prévu de tourner en Europe en juin et juillet en soutien à l'album, ce qui comprend un passage au Dour Festival, en Belgique.
En mars 2013, This Will Destroy You joue sa première tournée australienne avec le groupe local Tangled Thoughts of Leaving. En octobre 2013, le groupe publie l'album live Live in Reykjavik, Iceland. Pendant une date au Crescent Ballroom de Phoenix, en Arizona, le 12 mars 2014, le groupe annonce un nouvel album.

### Another Language(2014)
Le 23 juin 2014, Suicide Squeeze annonce le troisième album de This Will Destroy You, Another Language, pour le 16 septembre 2014. Le premier single de l'album, Dustism, est publié sur leur blog le 25 juin. Ils annoncent ensuite une tournée avec Deafheaven et Emma Ruth Rundle au début de 2017.

### New Others Part One/ New Others Part Two (2018)
Le 28 septembre 2018, le groupe sort son cinquième album, New Others Part One. Les membres fondateurs, Galindo et King, jouent désormais avec Jesse Kees et Robi Gonzalez, leur troisième duo basse/batterie depuis la naissance du groupe. Ils ont déménagé à Los Angeles. Dans la lignée de Another Language, avec une touche de Tunnel Blanket, le groupe revient fort avec ce nouvel opus.
Le 16 octobre 2018, la groupe surprend tout le monde en dévoilant son sixième album studio, New Others Part Two, seulement 18 jours après le précédent.
Le 18 août 2020, le groupe annonce, sur sa page Facebook, le départ de Chris King.

## Membres

### Membres actuels
- Jeremy Galindo – guitare (depuis 2003)
- Jesse Kees - basse, claviers (depuis 2016)
- Robi Gonzalez - batterie (depuis 2016)

### Anciens membres
- Christopher Royal King - guitare (2003 - 2020)
- Raymond Brown – basse, claviers (2005–2007)
- Andrew Miller – batterie (2003–2009)
- Donovan « Dono » Jones – basse, keyboards (2007–2016)
- Alex Bhore – batterie (2009–2016)